# João Nunes Barreto
João Nunes Barreto (Porto, 1519 – Goa, 22 dicembre 1562) è stato un patriarca cattolico e gesuita portoghese.

## Biografia
Studiò a Salamanca e, divenuto prete, esercitò il suo ministero nell'arcidiocesi di Braga come parroco di Freiriz. Entrò nella Compagnia di Gesù a Coimbra nel 1545 e tra il 1548 e il 1554 fu missionario a Tétouan, in Marocco.
Intanto, su istanza del re di Portogallo Giovanni III, era stato istituito il patriarcato di Etiopia e Ignazio di Loyola, che inizialmente aveva proibito ai gesuiti di accettare prelature, acconsentì all'elezione di Barreto a patriarca. Barreto fu, quindi, il primo gesuita a essere innalzato all'episcopato il 23 gennaio 1555, venendo consacrato da Julião de Alva, vescovo di Portalegre,
Nel 1556 partì per Goa assieme ai suoi vescovi coadiutori Andrés de Oviedo e Melchior Carneiro Leitão: in India apprese che le speranze che gli etiopi abbandonassero il monofisismo e aderissero al cattolicesimo, come promesso dal negus Claudio, erano svanite; inviò, comunque, Oviedo in Etiopia per impiantarvi una missione, ma non ottenne risultati significativi.
Barreto rimase a Goa svolgendovi il suo apostolato missionario: inviò alla Santa Sede la richiesta di essere destituito dalla dignità episcopale ma la risposta, negativa, arrivò dopo la sua morte.

## Genealogia episcopale e successione apostolica
La genealogia episcopale è:
- Vescovo Julião de Alva
- Patriarca João Nunes Barreto, S.I.

La successione apostolica è:
- Patriarca Melchior Miguel Carneiro Leitão, S.I. (1560)